# Martin Bouygues
Pour les articles homonymes, voir Bouygues (homonymie).
Martin Bouygues, né le 3 mai 1952 à Suresnes (Seine), est un homme d’affaires et un dirigeant d’entreprise milliardaire français, un des fils de Francis Bouygues. Il est le président-directeur général du groupe Bouygues entre 1989 et 2021, cédant le poste de directeur général à Olivier Roussat mais conservant le poste de président.

## Biographie

### Jeunesse
Il est le benjamin des quatre enfants de Francis Bouygues, ingénieur et fondateur du groupe Bouygues, et de Monique Bouygues.
Il étudie à Gerson, établissement privé du 16e arrondissement de Paris. Il y cotoie Vincent Bolloré. Il a le baccalauréat pour tout diplôme.
Son fils aîné Edward Bouygues devient en janvier 2019 le directeur de la stratégie de Bouygues Telecom, puis en 2022 en devient le président.

### Carrière

#### Débuts
Il entre dans le groupe Bouygues en 1974 en qualité de conducteur de travaux, avant d’exercer des fonctions à la direction commerciale de l’entreprise. En 1978, il fonde la société Maison Bouygues, spécialisée dans la vente de maisons individuelles sur catalogue. En 1982, il devient administrateur de Bouygues. En 1984, il participe à l’acquisition de la société de distribution d’eau SAUR. En 1987, il est nommé vice-président de Bouygues. Il a également participé au chantier du forum des Halles.
Alors que tout le monde attendait le fils aîné, Nicolas Bouygues, ingénieur de l'École centrale Paris (comme le père Francis Bouygues et le grand-père Georges Bouygues) c’est Martin, moins diplômé (de niveau baccalauréat) mais présentant des facultés d’adaptation et au relationnel plus facile, qui obtient, le 5 septembre 1989, le poste de PDG de l'entreprise. Son frère aîné n’aurait en effet pas réussi à s’entendre avec son père pour obtenir ce poste,. Âgé de 37 ans, Martin Bouygues devient ainsi le plus jeune PDG du CAC 40.
Le 18 février 2021, il annonce la scission du poste de PDG lors de l'assemblée générale du groupe Bouygues. Il conserve le poste de président, mais cède celui de directeur général à Olivier Roussat.
Marié à Melissa, un ancien mannequin, rencontrée aux États-Unis, Martin Bouygues est le père de trois enfants : Edward, William et Charlotte. Depuis le 21 avril 2016, Edward Bouygues a rejoint le conseil d’administration du groupe Bouygues en compagnie de son cousin Cyril, fils d’Olivier Bouygues, en tant que représentants permanents de SCDM ».

#### Gestion
Dans les années 1990, Martin Bouygues développe les activités du groupe autour de trois pôles, la communication (TF1, LCI), la construction et les télécoms, notamment à l’international.
Dans les années 2000, il décide de renforcer les participations du groupe dans ces secteurs stratégiques, via ses filiales Bouygues Telecom et Colas[réf. nécessaire].
Il prend aussi des décisions de gestion stratégiques difficiles, comme, entre autres, le refus des conditions d’attribution de la licence UMTS en 2001 ou le rapprochement avec Alstom, société spécialisée dans le secteur des transports, et de la production d’énergie, en 2006.

#### Ascension
Martin Bouygues est à l’initiative des lancements de Bouygues Telecom (1994), de LCI (1994), de TPS (1996), mais c’est en repoussant la tentative de raid de Vincent Bolloré en 1997 qu'il parvient à se faire reconnaître comme digne successeur de son père.
Entré au capital fin 1997, Vincent Bolloré (qu'il connaissait depuis l’école Gerson à Paris où ils avaient fréquenté la même classe de CM1), a rapidement remis en cause sa gouvernance, en contestant dès mars les comptes 1997 du groupe Bouygues. Le conflit n'aura de cesse de s’intensifier jusqu’au rachat de la part de Vincent Bolloré, pour une valeur de 580 millions d’euros, par la holding Artemis de François Pinault, en décembre 1998. Vincent Bolloré encaisse dans cette transaction une plus-value de 230 millions d’euros. L'antipathie est persistante et Martin Bouygues ne sera pas présent au mariage de sa nièce (fille de Nicolas Bouygues) avec le fils de Vincent Bolloré.
Il arrive 9e au classement Challenges des patrons les plus performants du CAC 40 en 2014. En octobre 2017, la Harvard Business Review classe Martin Bouygues 6e dans le classement général des patrons les plus performants au monde,.

### Vie privée
Il fut, avec Bernard Arnault, le témoin du second mariage de Nicolas Sarkozy ainsi que le parrain de son fils Louis. Il a été invité à la réunion du Fouquet's du 6 mai 2007, le soir de l'élection de Nicolas Sarkozy.
Il s'est fait construire un château sur un domaine de chasse en Sologne.
Avec son frère Olivier, il possède deux domaines viticoles dans le Bordelais, Château Montrose et Château Tronquoy-Lalande, ainsi que le Clos Rougeard, un domaine réputé du Val de Loire,. Il est également propriétaire du domaine Henri Rebourseau depuis 2018.
Son fils William et sa fille Charlotte siègent au conseil d’administration du groupe depuis 2018,.
Sa fille Charlotte a épousé Charles Guyot, dont la sœur Géraldine est mariée au fils de Bernard Arnault, Alexandre Arnault.

## Affaires judiciaires
Il a plusieurs fois été mis en examen dans des affaires d'abus de bien sociaux, avant d'être blanchi.

## Autres mandats
Il détient également d’autres mandats au sein du groupe Bouygues :
- Administrateur de TF1 depuis le 1er septembre 1987
- Membre du conseil d’administration de la Fondation d’entreprise Francis Bouygues

En dehors du groupe Bouygues, il est en outre :
- Président de la société SCDM[25]
- Membre du conseil d’administration de la Fondation Skolkovo, chargé de la gestion de la Silicon Valley russe[26]

## Revenus
D’après le classement de Challenges, il est le 9e patron le plus performant du CAC 40 en 2014. En 2013, il figure 39e au classement des salaires des patrons du CAC 40. En 2012, en choisissant de renoncer à sa part variable, sa rémunération est diminuée de près de 60 % pour atteindre 920 000 €. Il représente avec son frère Olivier la 37e fortune de France avec plus de 2,2 milliards d'euros en 2023.

## Distinctions
- Officier de la Légion d'honneur (décret du 13 juillet 2010)[30]
  -  Chevalier de la Légion d'honneur (décret du 31 décembre 2001)[31]
- Officier de l'ordre national du Mérite (décret du 15 mai 2006)[32]
  -  Chevalier de l'ordre national du Mérite (décret du 29 décembre 1993)
- Grand officier de l'ordre national (Côte d'Ivoire) en janvier 2012[33]
- Membre du Club des Cent